# Aïn El Kebira
Aïn El Kebira (en arabe : عين الكبيرة), anciennement Périgotville, est une commune de la wilaya de Sétif en Algérie.

## Géographie

### Situation
Aïn El Kebira est une ville située à 27 km au nord est de Sétif. Elle est chef-lieu d'une daïra de même nom.
| Amoucha        | Babor         | Serdj El Ghoul |
| Amoucha        | Aïn El Kebira | Dehamcha       |
| Ouled Addouane | Beni Fouda    | Beni Fouda     |

## Toponymie
Le nom de la localité est constitué de la base « aïn », mot issu de l'arabe classique ’ayn, en arabe algérien ’ain, retranscrit aïn en français et signifiant « source », et du second composant « kebira », signifiant « grande ». Le nom complet de la localité signifie donc « la grande source ».

## Histoire
L'endroit fut appelé Satafis à l'époque romaine. Les romains de Djemila l'utilisèrent pour enterrer leurs morts. La ville a été créée pendant la colonisation française sous le nom Périgotville.

## Personnalités
- Ammar Belhani (1971-), footballeur international algérien, est né à Aïn El Kebira.
- Henriette FABRER (1928-2015) écrivaine et préhistorienne française, y est née [4]